# Grand Prix-wegrace van Frankrijk 1984
De Grand Prix-wegrace van Frankrijk 1984 was zesde race van wereldkampioenschap wegrace in het seizoen 1984. De races waren gepland op 10 juni 1984, maar werden verreden op maandag 11 juni op het Circuit Paul Ricard nabij Le Castellet, Frankrijk. De reden van het verplaatsen van de datum was het feit dat op 10 juni de finale van Roland Garros zou worden gespeeld en de FIM noch de organisatoren konden terugvallen op een organisatie die de televisierechten beheerde, zoals bij de Formule 1, waar de Formula One Constructors Association onder leiding van Bernie Ecclestone deze taak op zich had genomen. Nu kwamen de uitzendrechten bij FR3 terecht. Dat leverde weer problemen op met Eurovisie, waardoor buitenlandse zenders niet eens het minimum van drie minuten zouden mogen uitzenden. 

## Algemeen
Ondanks het uitstel van een dag kon er in Frankrijk al vanaf dinsdag getraind worden, waardoor de coureurs bijna een week hadden om zich voor te bereiden. Pas in het weekend werden de tijden geregistreerd en toen werd er ook pas echt gas gegeven. Dat leverde een klein aantal valpartijen op waarvan Takazumi Katayama en Franco Uncini de belangrijkste slachtoffers waren. 

## 500cc-klasse
Eddie Lawson merkte al in de opwarmronde dat zijn Yamaha te rijk stond afgesteld waardoor hij af en toe onregelmatig liep. Hij kon dan ook geen weerstand bieden aan Freddie Spencer, die in de derde ronde de leiding nam en ze niet meer afstond. Lawson kon dankzij de slipstream van Randy Mamola toch redelijk volgen, hoewel zijn machine af en toe op drie cilinders liep. Hij wist toch nog tweede te worden voor Mamola en Ron Haslam. Raymond Roche, die het in de kwalificatie zo goed had gedaan, werd in de vijfde ronde uitgeschakeld door een defecte powervalve. 
| HRC probeerde de kansen van Freddie Spencer te vergroten door ook Randy Mamola met een viercilinder Honda NSR 500 te laten trainen. Mamola zette een tijd met de driecilinder Honda NS 500 en kon die met de viercilinder niet verbeteren. Cagiva gaf Hervé Moineau naast Marco Lucchinelli een machine en Moineau was liefst vier seconden sneller. Gallina kwam met een nieuwe stroomlijnkuip voor de Suzuki, maar Franco Uncini kwalificeerde zich slechts als twaalfde en viel daarna waardoor hij niet kon starten. Dat overkwam ook Takazumi Katayama, die zijn onderrug blesseerde nadat hij acht maanden gerevalideerd had. Raymond Roche presteerde weer uitstekend: met zijn privé-Honda RS 500 R plaatste hij zich voor de fabrieksrijders Randy Mamola en Ron Haslam. \| 1. \| Freddie Spencer \| HRC-Honda \| 2"01'41 \| \| 2. \| Eddie Lawson \| Marlboro-Yamaha \| 2"02'03 \| \| 3. \| Raymond Roche \| Honda \| 2"03'06 \| \| 4. \| Virginio Ferrari \| Marlboro-Yamaha \| 2"03'34 \| \| 5. \| Randy Mamola \| HRC-Honda \| 2"03'39 \| \| 6. \| Ron Haslam \| HRC-Honda \| 2"04'34 \| \| 7. \| Didier de Radiguès \| Chevallier-ELF-Honda \| 2"04'87 \| \| 8. \| Boet van Dulmen \| Bakker-Suzuki \| 2"05'26 \| \| 9. \| Sergio Pellandini \| HB-Gallina-Suzuki \| 2"05'37 \| \| 10. \| Rob McElnea \| Heron-Suzuki \| 2"05'60 \| |                    |                      |         |
| 1. | Freddie Spencer    | HRC-Honda            | 2"01'41 |
| 2. | Eddie Lawson       | Marlboro-Yamaha      | 2"02'03 |
| 3. | Raymond Roche      | Honda                | 2"03'06 |
| 4. | Virginio Ferrari   | Marlboro-Yamaha      | 2"03'34 |
| 5. | Randy Mamola       | HRC-Honda            | 2"03'39 |
| 6. | Ron Haslam         | HRC-Honda            | 2"04'34 |
| 7. | Didier de Radiguès | Chevallier-ELF-Honda | 2"04'87 |
| 8. | Boet van Dulmen    | Bakker-Suzuki        | 2"05'26 |
| 9. | Sergio Pellandini  | HB-Gallina-Suzuki    | 2"05'37 |
| 10. | Rob McElnea        | Heron-Suzuki         | 2"05'60 |

### Uitslag 500cc-klasse
| Pos | Coureur             | Merk                 | Tijd      | Grid | Punten |
| --- | ------------------- | -------------------- | --------- | ---- | ------ |
| 1   | Freddie Spencer     | HRC-Honda            | 43.31.92  | 1    | 15     |
| 2   | Eddie Lawson        | Marlboro-Yamaha      | 43.37.71  | 2    | 12     |
| 3   | Randy Mamola        | HRC-Honda            | 43.38.15  | 5    | 10     |
| 4   | Ron Haslam          | HRC-Honda            | 44.21.42  | 6    | 8      |
| 5   | Barry Sheene        | Heron-Harris-Suzuki  | 44.42.96  | 11   | 6      |
| 6   | Didier de Radiguès  | Chevallier-ELF-Honda | 44.43.47  | 7    | 5      |
| 7   | Massimo Broccoli    | Honda                | 44.45.16  | 18   | 4      |
| 8   | Reinhold Roth       | Fath-Honda           | 45.23.46  | 23   | 3      |
| 9   | Sergio Pellandini   | HB-Gallina-Suzuki    | 45.33.04  | 9    | 2      |
| 10  | Wolfgang von Muralt | Suzuki               | 45.41.86  | 15   | 1      |
| 11  | Dave Petersen       | Suzuki               | 45.46.42  | 21   |        |
| 12  | Fabio Biliotti      | Honda                | 45.53.62  | 19   |        |
| 13  | Henk van der Mark   | SNRT-Honda           | +1 ronde  | 26   |        |
| 14  | Keith Huewen        | Honda                | +1 ronde  | 17   |        |
| 15  | Louis-Luc Maisto    | Honda                | +1 ronde  | 25   |        |
| 16  | Lorenzo Ghiselli    | Suzuki               | +1 ronde  | 29   |        |
| 17  | Maurice Coq         | Suzuki               | +1 ronde  | 31   |        |
| 18  | Claude Arciero      | Honda                | +1 ronde  | 32   |        |
| 19  | Attilio Riondato    | Suzuki               | +1 ronde  | 27   |        |
| 20  | Marco Gentile       | Yamaha               | +1 ronde  | 35   |        |
| 21  | Leandro Becheroni   | Suzuki               | +1 ronde  | 22   |        |
| 22  | Virginio Ferrari    | Marlboro-Yamaha      | +1 ronde  | 4    |        |
| 23  | Alan Irwin          | Suzuki               | +2 ronden | 34   |        |

### Niet gekwalificeerd
| Coureur   | Merk  |
| --------- | ----- |
| Eric Saul | Paton |

### Niet gefinisht
| Coureur           | Merk          | Oorzaak      | Grid |
| ----------------- | ------------- | ------------ | ---- |
| Rob Punt          | Suzuki        | Inlaatschijf | 24   |
| Walter Migliorati | Suzuki        |              | 20   |
| Paolo Ferretti    | Suzuki        |              | 33   |
| Rob McElnea       | Heron-Suzuki  | Val          | 10   |
| Boet van Dulmen   | Bakker-Suzuki | Val          | 8    |
| Raymond Roche     | Honda         | Powervalve   | 3    |
| Eero Hyvärinen    | Suzuki        |              | 37   |
| Hervé Moineau     | Cagiva        |              | 14   |
| Brett Hudson      | Suzuki        |              | 36   |
| Peter Sjöström    | Suzuki        |              | 38   |
| Franck Gross      | Honda         |              | 16   |
| Börge Nielsen     | Suzuki        |              | 39   |

### Niet deelgenomen
| Coureur            | Merk                 | Oorzaak  | Grid |
| ------------------ | -------------------- | -------- | ---- |
| Takazumi Katayama  | HRC-Honda            | Blessure | 13   |
| Franco Uncini      | HB-Gallina-Suzuki    | Blessure | 12   |
| Christian Le Liard | Chevallier-ELF-Honda | Blessure | 30   |
| Marco Lucchinelli  | Cagiva               |          | 28   |
| Gustav Reiner      | Honda                | Blessure |      |
| Chris Guy          | Honda                |          |      |

### Top tien tussenstand 500cc-klasse
| Pos. | Coureur            | Merk                 | Ptn. |
| ---- | ------------------ | -------------------- | ---- |
| 1    | Eddie Lawson       | Marlboro-Yamaha      | 81   |
| 2    | Freddie Spencer    | HRC-Honda            | 57   |
| 3    | Raymond Roche      | HRC-Honda / Honda    | 43   |
| 4    | Randy Mamola       | HRC-Honda            | 42   |
| 5    | Ron Haslam         | HRC-Honda            | 37   |
| 6    | Barry Sheene       | Heron-Harris-Suzuki  | 22   |
| 7    | Boet van Dulmen    | Bakker-Suzuki        | 19   |
| 8    | Didier de Radiguès | Chevallier-ELF-Honda | 13   |
| 9    | Reinhold Roth      | Fath-Honda           | 12   |
| 10   | Franco Uncini      | HB-Gallina-Suzuki    | 11   |

## 250cc-klasse
Aanvankelijk ontstond er in de 250cc-race een kopgroep met Thierry Espié, Manfred Herweh, Toni Mang, Carlos Cardús en Christian Sarron, maar omdat er - vooral op de bijna 2 km lange "Ligne droit du Mistral" - flink geslipstreamed kon worden vonden nog zes rijders onder aanvoering van Carlos Lavado aansluiting. De posities wisselden voortdurend en opnieuw was de 250cc-race de spannendste van de dag. Uiteindelijk klaarde Mang het karwei en voor het eerst sinds september 1982 won hij weer een race. Lavado werd tweede en Herweh derde. 
| Zoals gebruikelijk was het weer erg druk in de training in Frankrijk: 58 250cc-rijders vochten om 36 startplaatsen. Dat leverde altijd wel wat problemen op voor snelle rijders die door de langzamere deelnemers gehinderd werden, maar op een breed en snel circuit als Paul Ricard zou dat eigenlijk mee moeten vallen. Desondanks misten Iván Palazzese, Teruo Fukuda, Siegfried Minich, Loris Reggiani, Maurizio Vitali en Stéphane Mertens de boot. \| 1. \| Christian Sarron \| Sonauto-Yamaha \| 2"08'56 \| \| 2. \| Manfred Herweh \| Bakker-Real-Rotax \| 2"09'29 \| \| 3. \| Jean-François Baldé \| Pernod \| 2"09'37 \| \| 4. \| Martin Wimmer \| Yamaha \| 2"09'57 \| \| 5. \| Alan Carter \| Roberts-Marlboro-Yamaha \| 2"09'65 \| \| 6. \| Wayne Rainey \| Roberts-Marlboro-Yamaha \| 2"09'70 \| \| 7. \| Carlos Lavado \| Venemotos-Yamaha \| 2"09'91 \| \| 8. \| Toni Mang \| HB-Yamaha \| 2"10'03 \| \| 9. \| Guy Bertin \| MBA \| 2"10'06 \| \| 10. \| Carlos Cardús \| JJ Cobas-Rotax \| 2"10'06 \| |                     |                         |         |
| 1. | Christian Sarron    | Sonauto-Yamaha          | 2"08'56 |
| 2. | Manfred Herweh      | Bakker-Real-Rotax       | 2"09'29 |
| 3. | Jean-François Baldé | Pernod                  | 2"09'37 |
| 4. | Martin Wimmer       | Yamaha                  | 2"09'57 |
| 5. | Alan Carter         | Roberts-Marlboro-Yamaha | 2"09'65 |
| 6. | Wayne Rainey        | Roberts-Marlboro-Yamaha | 2"09'70 |
| 7. | Carlos Lavado       | Venemotos-Yamaha        | 2"09'91 |
| 8. | Toni Mang           | HB-Yamaha               | 2"10'03 |
| 9. | Guy Bertin          | MBA                     | 2"10'06 |
| 10. | Carlos Cardús       | JJ Cobas-Rotax          | 2"10'06 |

### Uitslag 250cc-klasse
| Pos | Coureur              | Merk                    | Tijd     | Grid | Punten |
| --- | -------------------- | ----------------------- | -------- | ---- | ------ |
| 1   | Toni Mang            | HB-Yamaha               | 39.18.61 | 8    | 15     |
| 2   | Carlos Lavado        | Venemotos-Yamaha        | 39.18.96 | 7    | 12     |
| 3   | Manfred Herweh       | Bakker-Real-Rotax       | 39.19.24 | 2    | 10     |
| 4   | Thierry Espié        | Chevallier-Yamaha       | 39.19.82 | 11   | 8      |
| 5   | Christian Sarron     | Sonauto-Yamaha          | 39.20.03 | 1    | 6      |
| 6   | Wayne Rainey         | Roberts-Marlboro-Yamaha | 39.23.67 | 6    | 5      |
| 7   | Carlos Cardús        | JJ Cobas-Rotax          | 39.25.09 | 10   | 4      |
| 8   | Donnie McLeod        | Yamaha                  | 39.25.68 | 17   | 3      |
| 9   | Martin Wimmer        | Yamaha                  | 39.39.76 | 4    | 2      |
| 10  | Jean-Michel Mattioli | Sonauto-Yamaha          | 39.43.46 | 26   | 1      |
| 11  | Jean-Luc Guillemet   | Yamaha                  | 39.47.29 | 22   |        |
| 12  | Thierry Rapicault    | Yamaha                  | 39.49.97 | 21   |        |
| 13  | Pierre Bolle         | Yamaha                  | 39.50.18 | 15   |        |
| 14  | Jean-François Baldé  | Pernod                  | 39.53.67 | 3    |        |
| 15  | Roland Freymond      | Yamaha                  | 39.59.40 | 28   |        |
| 16  | Antoine Longo        | Ducombs                 | 39.59.86 | 31   |        |
| 17  | Patrick Fernandez    | Yamaha                  | 40.00.07 | 20   |        |
| 18  | Mario Rademeyer      | Yamaha                  | 40.00.26 | 25   |        |
| 19  | Karl-Thomas Grässel  | Fath-Yamaha             | 40.00.74 | 24   |        |
| 20  | Harald Eckl          | Rotax                   | 40.00.93 | 14   |        |
| 21  | Herbert Besendörfer  | Yamaha                  | 40.01.09 | 23   |        |
| 22  | August Auinger       | MBA                     | 40.43.09 | 33   |        |
| 23  | Jacky Onda           | Yamaha                  | 40.55.48 | 30   |        |
| 24  | Philippe Pagano      | Yamaha                  | 40.55.70 | 18   |        |
| 25  | Patrick Schmalz      | Yamaha                  | 41.02.01 | 34   |        |

### Niet gekwalificeerd
| Coureur          | Merk             |
| ---------------- | ---------------- |
| Iván Palazzese   | Venemotos-Yamaha |
| Teruo Fukuda     | Yamaha           |
| Siegfried Minich | Yamaha           |
| Loris Reggiani   | Kawasaki         |
| Maurizio Vitali  | MBA              |
| Stéphane Mertens | Yamaha           |

### Niet gefinisht
| Coureur        | Merk                     | Oorzaak         | Grid |
| -------------- | ------------------------ | --------------- | ---- |
| Guy Bertin     | MBA                      | Versnellingsbak | 9    |
| Jacques Cornu  | Bakker-Parisienne-Yamaha |                 | 13   |
| Michel Galbit  | Yamaha                   |                 | 19   |
| Alan Carter    | Roberts-Marlboro-Yamaha  | Vastloper       | 5    |
| Jacques Bolle  | Pernod                   |                 | 27   |
| Sito Pons      | JJ Cobas-Rotax           |                 | 12   |
| Hervé Guilleux | Yamaha                   |                 | 32   |
| Richard Hubin  | Yamaha                   |                 | 16   |
| Gabriel Gabria | Yamaha                   |                 | 35   |
| Fausto Ricci   | Yamaha                   |                 | 29   |
| Jean Foray     | Yamaha                   |                 | 36   |

### Top tien tussenstand 250cc-klasse
| Pos. | Coureur           | Merk                     | Ptn. |
| ---- | ----------------- | ------------------------ | ---- |
| 1    | Christian Sarron  | Sonauto-Yamaha           | 60   |
| 2    | Toni Mang         | HB-Yamaha                | 46   |
| 3    | Carlos Lavado     | Venemotos-Yamaha         | 36   |
| 4    | Sito Pons         | JJ Cobas-Rotax           | 35   |
| 5    | Martin Wimmer     | Yamaha                   | 30   |
| 5    | Manfred Herweh    | Bakker-Real-Rotax        | 30   |
| 7    | Wayne Rainey      | Roberts-Marlboro-Yamaha  | 21   |
| 8    | Jacques Cornu     | Bakker-Parisienne-Yamaha | 16   |
| 9    | Patrick Fernandez | Yamaha                   | 15   |
| 9    | Fausto Ricci      | Yamaha                   | 15   |

## 125cc-klasse
In Frankrijk maakten drie Garelli-coureurs zich los uit een kopgroep van negen man: Ángel Nieto, Eugenio Lazzarini en Fausto Gresini. August Auinger bleef echter bij hen en nam een paar maal de leiding. Uiteindelijk besliste Nieto de race. Hij sleepte zijn stalgenoten naar voren, maar Gresini moest afhaken. Nieto finishte vlak voor Lazzarini, terwijl Auinger derde werd. Henk van Kessel kreeg nog net een punt toen Ezio Gianola een fout maakte en viel. Gianola kon zijn machine nog oprapen en achter Van Kessel elfde worden. 
| Fausto Gresini kreeg een 125cc-Garelli, waarmee hij zich als vijfde kwalificeerde. Zijn stalgenoot Eugenio Lazzarini trainde als snelste, terwijl Ángel Nieto zoals gewoonlijk niet al te veel werk maakte van de kwalificatie. \| 1. \| Eugenio Lazzarini \| Garelli \| 2"15'18 \| \| 2. \| August Auinger \| Bartol-MBA \| 2"16'24 \| \| 3. \| Ezio Gianola \| MBA \| 2"18'00 \| \| 4. \| Jean-Claude Selini \| MBA \| 2"18'09 \| \| 5. \| Fausto Gresini \| Garelli \| 2"18'10 \| \| 6. \| Hans Müller \| MBA \| 2"18'15 \| \| 7. \| Maurizio Vitali \| MBA \| 2"18'15 \| \| 8. \| Ángel Nieto \| Garelli \| 2"18'62 \| \| 9. \| Bruno Kneubühler \| MBA \| 2"19'05 \| \| 10. \| Lucio Pietroniro \| MBA \| 2"19'25 \| |                    |            |         |
| 1. | Eugenio Lazzarini  | Garelli    | 2"15'18 |
| 2. | August Auinger     | Bartol-MBA | 2"16'24 |
| 3. | Ezio Gianola       | MBA        | 2"18'00 |
| 4. | Jean-Claude Selini | MBA        | 2"18'09 |
| 5. | Fausto Gresini     | Garelli    | 2"18'10 |
| 6. | Hans Müller        | MBA        | 2"18'15 |
| 7. | Maurizio Vitali    | MBA        | 2"18'15 |
| 8. | Ángel Nieto        | Garelli    | 2"18'62 |
| 9. | Bruno Kneubühler   | MBA        | 2"19'05 |
| 10. | Lucio Pietroniro   | MBA        | 2"19'25 |

### Uitslag 125cc-klasse
| Pos | Coureur              | Merk       | Tijd     | Grid | Punten |
| --- | -------------------- | ---------- | -------- | ---- | ------ |
| 1   | Ángel Nieto          | Garelli    | 36.37.27 | 8    | 15     |
| 2   | Eugenio Lazzarini    | Garelli    | 36.37.50 | 1    | 12     |
| 3   | August Auinger       | Bartol-MBA | 36.37.90 | 2    | 10     |
| 4   | Fausto Gresini       | Garelli    | 36.51.26 | 5    | 8      |
| 5   | Bruno Kneubühler     | MBA        | 37.00.26 | 9    | 6      |
| 6   | Hans Müller          | MBA        | 37.00.88 | 6    | 5      |
| 7   | Maurizio Vitali      | MBA        | 37.06.00 | 7    | 4      |
| 8   | Johnny Wickström     | MBA        | 37.15.41 | 15   | 3      |
| 9   | Lucio Pietroniro     | MBA        | 37.17.47 | 10   | 2      |
| 10  | Henk van Kessel      | MBA        | 37.25.67 | 13   | 1      |
| 11  | Ezio Gianola         | MBA        | 37.41.62 | 3    |        |
| 12  | Luca Cadalora        | MBA        | 37.46.85 | 12   |        |
| 13  | Pierluigi Aldrovandi | MBA        | 37.47.17 | 22   |        |
| 14  | Willy Pérez          | MBA        | 37.49.34 | 11   |        |
| 15  | Michel Escudier      | MBA        | 37.49.53 | 19   |        |
| 16  | Helmut Lichtenberg   | MBA        | 38.05.89 | 24   |        |
| 17  | Paul Bordes          | MBA        | 38.18.63 | 27   |        |
| 18  | Jacky Hutteau        | MBA        | 38.37.06 | 34   |        |
| 19  | Peter Sommer         | MBA        | 38.53.48 | 33   |        |
| 20  | Jacques Grandjean    | MBA        | 38.53.87 | 29   |        |
| 21  | Peter Balaz          | MBA        | +1 ronde | 30   |        |
| 22  | Henrik Rasmussen     | MBA        | +1 ronde | 28   |        |
| 23  | Beat Sidler          | MBA        | +1 ronde | 32   |        |
| 24  | Thomas Pedersen      | MBA        | +1 ronde | 35   |        |

### Niet gefinisht
| Coureur            | Merk   | Oorzaak      | Grid |
| ------------------ | ------ | ------------ | ---- |
| Stefano Caracchi   | MBA    |              | 20   |
| Giuseppe Ascareggi | MBA    |              | 16   |
| Jean-Claude Selini | MBA    |              | 4    |
| Olivier Liegeois   | MBA    |              | 21   |
| Esa Kytölä         | MBA    |              | 14   |
| Bady Hassaine      | MBA    |              | 25   |
| Mike Leitner       | MBA    |              | 26   |
| Alfred Waibel      | Waibel |              | 17   |
| Gerhard Waibel     | MBA    |              |      |
| Massimo de Lorenzi | LGM    |              | 36   |
| Erich Klein        | Rotax  |              | 18   |
| Fabio Meozzi       | MBA    | niet gestart | 31   |
| Willy Hupperich    | MBA    |              | 23   |

### Top tien tussenstand 125cc-klasse
| Pos. | Coureur            | Merk        | Ptn. |
| ---- | ------------------ | ----------- | ---- |
| 1    | Ángel Nieto        | Garelli     | 60   |
| 2    | Eugenio Lazzarini  | Garelli     | 44   |
| 3    | Luca Cadalora      | MBA         | 18   |
| 4    | Hans Müller        | MBA         | 17   |
| 5    | Stefano Caracchi   | MBA         | 16   |
| 5    | Maurizio Vitali    | MBA         | 16   |
| 5    | Fausto Gresini     | MBA/Garelli | 16   |
| 5    | August Auinger     | Bartol-MBA  | 16   |
| 9    | Bruno Kneubühler   | MBA         | 15   |
| 10   | Jean-Claude Selini | MBA         | 13   |

## Zijspanklasse
Na twee keer uitvallen had Rolf Biland wat goed te maken en dat deed hij ook. Hij startte als snelste en liep meteen weg. Hij won zonder problemen, met bijna een halve minuut voorsprong op Alain Michel. Die had de hele race een mooi gevecht geleverd met Egbert Streuer en Werner Schwärzel. In de laatste ronde kon hij een achterblijver nog net voorbij, wat zijn concurrenten niet lukte. Streuer, wiens motor niet optimaal liep, wist vlak voor de streep Schwärzel nog in te halen en werd derde. Dat was belangrijk, want Schwärzel was zijn belangrijkste concurrent in het wereldkampioenschap. 
| Rolf Biland had de afgelopen weken hard gewerkt om zijn machine sneller maar vooral betrouwbaar te maken en dat leverde hem de eerste startplaats op. De snelheidsverschillen tussen de top twee en de rest leken ook steeds groter te worden. Alain Michel (derde) kwam twee seconden tekort op Biland, maar vanaf de vijfde startplaats waren het al meer dan vier seconden. \| 1. \| Rolf Biland/Kurt Waltisperg \| Krauser-LCR-Yamaha \| 2"07'66 \| \| 2. \| Egbert Streuer/Bernard Schnieders \| LCR-Yamaha \| 2"08'18 \| \| 3. \| Alain Michel/Jean-Marc Fresc \| Krauser-LCR-Yamaha \| 2"09'35 \| \| 4. \| Werner Schwärzel/Andreas Huber \| Krauser-LCR-Yamaha \| 2"09'65 \| \| 5. \| Derek Bayley/Brian Nixon \| LCR-Yamaha \| 2"11'51 \| \| 6. \| Markus Egloff/Urs Egloff \| LCR-Yamaha \| 2"12'53 \| \| 7. \| Hans Hügli/Andreas Schütz \| LCR-Yamaha \| 2"12'71 \| \| 8. \| Derek Jones/Brian Ayres \| LCR-Yamaha \| 2"12'92 \| \| 9. \| Alfred Zurbrügg/Martin Zurbrügg \| LCR-Yamaha \| 2"13'35 \| \| 10. \| Steve Webster/Tony Hewitt \| LCR-Yamaha \| 2"13'87 \| |                                   |                    |         |
| 1. | Rolf Biland/Kurt Waltisperg       | Krauser-LCR-Yamaha | 2"07'66 |
| 2. | Egbert Streuer/Bernard Schnieders | LCR-Yamaha         | 2"08'18 |
| 3. | Alain Michel/Jean-Marc Fresc      | Krauser-LCR-Yamaha | 2"09'35 |
| 4. | Werner Schwärzel/Andreas Huber    | Krauser-LCR-Yamaha | 2"09'65 |
| 5. | Derek Bayley/Brian Nixon          | LCR-Yamaha         | 2"11'51 |
| 6. | Markus Egloff/Urs Egloff          | LCR-Yamaha         | 2"12'53 |
| 7. | Hans Hügli/Andreas Schütz         | LCR-Yamaha         | 2"12'71 |
| 8. | Derek Jones/Brian Ayres           | LCR-Yamaha         | 2"12'92 |
| 9. | Alfred Zurbrügg/Martin Zurbrügg   | LCR-Yamaha         | 2"13'35 |
| 10. | Steve Webster/Tony Hewitt         | LCR-Yamaha         | 2"13'87 |

### Uitslag zijspanklasse
| Pos | Coureur          | Bakkenist            | Merk               | Tijd     | Grid | Punten |
| --- | ---------------- | -------------------- | ------------------ | -------- | ---- | ------ |
| 1   | Rolf Biland      | Kurt Waltisperg      | Krauser-LCR-Yamaha | 36"31'92 | 1    | 15     |
| 2   | Alain Michel     | Jean-Marc Fresc      | Krauser-LCR-Yamaha | 36"57'54 | 3    | 12     |
| 3   | Egbert Streuer   | Bernard Schnieders   | LCR-Yamaha         | 36"58'48 | 2    | 10     |
| 4   | Werner Schwärzel | Andreas Huber        | Krauser-LCR-Yamaha |          | 4    | 8      |
| 5   | Derek Jones      | Brian Ayres          | LCR-Yamaha         |          | 8    | 6      |
| 6   | Derek Bayley     | Brian Nixon          | LCR-Yamaha         |          | 5    | 5      |
| 7   | Theo van Kempen  | Geral de Haas        | LCR-Yamaha         |          | 14   | 4      |
| 8   | Rolf Steinhausen | Hermann Hahn         | Busch-Yamaha       |          |      | 3      |
| 9   | Masato Kumano    | Helmut Diehl         | LCR-Yamaha         |          |      | 2      |
| 10  | Steve Abbott     | Shaun Smith          | Windle-Yamaha      |          |      | 1      |
| 14  | Hein van Drie    | William van Dis      | LCR-Yamaha         |          | 12   |        |
| 16  | Jos Modder       | Dick van 't Klooster | LCR-Yamaha         |          | 16   |        |

### Top tien tussenstand zijspanklasse
| Pos. | Coureur          | Bakkenist          | Merk               | Ptn. |
| ---- | ---------------- | ------------------ | ------------------ | ---- |
| 1    | Egbert Streuer   | Bernard Schnieders | LCR-Yamaha         | 40   |
| 2    | Alain Michel     | Jean-Marc Fresc    | Krauser-LCR-Yamaha | 32   |
| 3    | Werner Schwärzel | Andreas Huber      | Krauser-LCR-Yamaha | 28   |
| 4    | Masato Kumano    | Helmut Diehl       | LCR-Yamaha         | 17   |
| 5    | Rolf Biland      | Kurt Waltisperg    | Krauser-LCR-Yamaha | 15   |
| 6    | Derek Jones      | Brian Ayres        | LCR-Yamaha         | 12   |
| 7    | Steve Webster    | Tony Hewitt        | LCR-Yamaha         | 10   |
| 7    | Theo van Kempen  | Geral de Haas      | LCR-Yamaha         | 10   |
| 9    | Steve Abbott     | Shaun Smith        | Windle-Yamaha      | 7    |
| 10   | Hein van Drie    | William van Dis    | LCR-Yamaha         | 6    |

## Trivia

### De kanslozen
Cagiva probeerde al jaren een succesvolle 500cc-racer te bouwen, maar Marco Lucchinelli - toch recent nog wereldkampioen - kon er niet mee overweg en het team had zelfs de Duitse GP overgeslagen omdat het frame niet zou voldoen. Nu trainde Hervé Moineau echter vier seconden sneller dan Lucchinelli, die uiteindelijk teleurgesteld afdroop en niet startte. Een ander merk dat een plotselinge terugkeer beleefde was Paton, maar rijder Eric Saul wist zich niet te kwalificeren voor de race. 

### Circuitkennis
Henk van der Mark had de SNRT-Honda van de verongelukte Jack Middelburg bemachtigd, maar was van oorsprong endurancecoureur. Hij had dan ook een enorme kennis van het Circuit Paul Ricard, want daar had hij al drie keer de Bol d'Or gereden. Hij schatte dat hij al meer dan duizend ronden (6.100 km) op Paul Ricard gereden had. 

### Griep
Meteen nadat hij in de 125cc-race als vijfde was geëindigd verdween Bruno Kneubühler in zijn caravan omdat hij getroffen was door een zware griep. 

### Hulp van bovenaf, deel 2
Tijdens de GP van Spanje had Kenny Roberts zijn protegees Alan Carter en Wayne Rainey al geholpen met het aanpassen van hun zithouding en hun rijstijl, maar dit keer ging hij nog verder. Hij trok een motorpak aan om de machines te testen en reed uiteindelijk voorop om zijn pupillen de ideale lijn te tonen. Maar hij moest het wel wat rustig aan doen, want ze konden de oude meester niet volgen. Om Kenny's advies werd de vering van de machines aangepast. 
1920 · 1921 · 1922 · 1923 · 1924 · 1925 · 1926 · 1927 · 1928 · 1929 · 1930 · 1931 · 1932 · 1933 · 1935 · 1936 · 1937 · 1938 · 1939 · 1949 · 1951 ·  1953 · 1954 · 1955 · 1958 · 1959 · 1960 · 1961 · 1962 · 1963 · 1964 · 1965 · 1966 · 1967 · 1969 · 1970 · 1972 · 1973 · 1974 · 1975 · 1976 · 1977 · 1978 · 1979 · 1980 · 1981 · 1982 · 1983 · 1984 · 1985 · 1986 · 1987 · 1988 · 1989 · 1990 · 1991 · 1992 · 1994 · 1995 · 1996 · 1997 · 1998 · 1999 · 2000 · 2001 · 2002 · 2003 · 2004 · 2005 · 2006 · 2007 · 2008 · 2009 · 2010 · 2011 · 2012 · 2013 · 2014 · 2015 · 2016 · 2017 · 2018 · 2019 · 2020 · 2021 · 2022 · 2023 · 2024 · 2025